# 梨子腳山
梨子腳山，又名掘尺嶺山、祝壽山，位於台灣嘉義縣梅山鄉圳南村與太平村交界處，峰頂海拔1,182公尺，為台灣小百岳之一。該山峰地處清水溪支流出水溪與北港溪支流華興溪的分水嶺上，立有三等三角點228號。該山與大尖山、二尖山、馬鞍山、太平山等連成一線，都是阿里山山脈之支脈。